# 朱賢貞
朱 賢貞（チュ・ヒョンジョン、朝鮮語: 주현정、1982年5月3日 - ）は、大韓民国のアーチェリー選手。全羅南道谷城郡立面出身。
2008年北京オリンピックに参加して国家代表に選抜され、アーチェリー女子団体戦にて朴成賢、尹玉姬とともに金メダルを獲得した。しかし、個人戦にて中国の張娟娟に敗れた。
2008年11月、同じアーチェリー選手のケ・ドンヒョンと結婚した。
2014年、アーチェリーワールドカップにてロビンフット（技名）を披露した。
2015年、肩の負傷により引退した。